# Пружинер, Виктор Лазаревич
Виктор Лазаревич Пружинер (20.11.1913-12.01.1976) — советский инженер-конструктор, лауреат Государственной премии СССР 1970 года.
Родился 20.11.1913 в городе Никополь. Член КПСС с 1944 года.
Окончил 9-ю советскую трудовую школу Хамовнического района Москвы, техникум (1932) и Московский институт инженеров железнодорожного транспорта (1938).
В 1932-36 гг. техник-геолог Метростроя. В 1938-39 гг. инженер-конструктор Метропроекта.
В 1939—1946 гг.- в РККА, старший техник-лейтенант, командир взвода 391 отдельной телеграфно-строительной роты Управления связи штаба Забайкальского фронта. Награждён орденом Красной Звезды (04.02.1945) и медалью «За победу над Японией».
В 1946—1953 гг. старший инженер в проектном институте «Метрогипротранс».
С 1953 года в Центральном научно-исследовательском и проектно-конструкторском институте проходческих машин и комплексов для угольной, горной промышленности и подземного строительства, с 1957 г.- гл. конструктор.
Лауреат Государственной премии СССР 1970 года (в составе коллектива) — за создание высокопроизводительных средств механизации выемки породы (типа КС), обеспечивших высокие скорости проходки вертикальных стволов шахт горной промышленности.
Сочинения:
- Оборудование углубки стволов в ЧССР [Текст] : 8-65-10. — Москва : [б. и.], 1965. — 55 с. : ил.; 22 см. — (Издания/ М-во тяжелого, энергет. и трансп. машиностроения СССР. Науч.-исслед. ин-т информации по тяжелому, энергет. и трансп. машиностроению. Угольное и горнорудное машиностроение; 8-65-10).
- Проходка стволов в Остравско-Карвинском угольном бассейне Чехословакии [Текст] : (Обзор). — Москва : [б. и.], 1963. — 88 с. : ил.; 21 см.

Брат — Пружинер, Борис Лазаревич, лауреат Сталинской премии.